# ريك هيليز
ريك هيليز هو شاعر كندي، ولد في 1956.